# Markus Bock
Markus Bock (Bamberga, 13 febbraio 1979) è un arrampicatore tedesco.
Pratica l'arrampicata in falesia e il bouldering.

## Biografia
Ha cominciato ad arrampicare fin da piccolo in quanto anche i genitori sono arrampicatori, ma solo dai dieci anni ha arrampicato con regolarità.
Non pratica le competizioni di arrampicata ma si è dedicato alla ricerca della difficoltà in falesia soprattutto con prime salite di 9a e 9a+ in Frankenjura.
Diverse sue vie come Corona, Pantera, Life's Blood for Downtroddem, The Essential, Unplugged e Der Heilige Gral sono state ripetute da Adam Ondra.

## Falesia
- 2 vie di 9a+
- 9 vie di 9a

### Lavorato
- 9a+/5.15a:
  - The Man That Follows Hell - Grüne Hölle (GER) - 4 ottobre 2009 - Prima salita, partenza diretta dell'8c+ Kawaschuwu[1]
  - Corona - Frankenjura (GER) - 5 ottobre 2006 - Prima salita[2]
- 9a/5.14d:
  - The Elder Statesman - Frankenjura (GER) - 18 giugno 2011 - Prima salita[3]
  - Pantera - Frankenjura (GER) - 2009 - Prima salita[4]
  - Life's Blood For The Downtrodden - Frankenjura (GER) - 13 settembre 2008 - Prima salita
  - The Essential - Frankenjura (GER) - 13 maggio 2008 - Prima salita[5]
  - Matador - Frankenjura (GER) - 20 ottobre 2007 - Prima salita[6]
  - Zugzwang - Frankenjura (GER) - 14 agosto 2007 - Prima salita
  - Action directe - Frankenjura (GER) - 22 ottobre 2005 - Ottava salita[7]
  - Der Heilige Gral - Frankenjura (GER) - 2005 - Prima salita
  - Unplugged - Frankenjura (GER) - 2003 - Prima salita

## Boulder
Alcuni boulder di 8B+.